# Parlamento de Granada
El Parlamento de Granada (en inglés: Parliament of Grenada) es el órgano encargado del poder legislativo de la nación caribeña de Granada. Modelado en torno al sistema Westminster, su estructura es bicameral y está compuesto por una Cámara de Representantes elegida directamente por la población por escrutinio mayoritario uninominal en representación de las quince circunscripciones electorales en las que se encuentra dividido el país y un Senado enteramente designado por el jefe de Estado (el Gobernador General en calidad de representante de la Monarquía). Constitucionalmente, el monarca granadino (actualmente Carlos III del Reino Unido) también forma parte del Parlamento.
Si bien el Parlamento granadino existió durante muchos años bajo la forma de un Consejo Legislativo durante el período en que el archipiélago (compuesto además de la isla de Granada por las islas menores de Carriacou y Pequeña Martinica) fue una colonia del Imperio británico, el moderno Parlamento de Granada entró en vigor con la independencia del país el 7 de febrero de 1974. Sus funciones fueron suspendidas con el golpe de Estado del 13 de marzo de 1979, que instauró un gobierno de corte marxista, el cual operó por decreto. El Parlamento no sería restaurado hasta el 28 de diciembre de 1984 cuando, tras la invasión de Granada por parte de los Estados Unidos en octubre de 1983, se restituyó la democracia parlamentaria. La institución se ha mantenido ininterrumpidamente en funciones desde entonces.

## Estructura
El parlamento está compuesto por la Reina, representada por el Gobernador General, el Senado y la Cámara de Representantes. El Gobernador General convoca al Parlamento, pone fin a su sesión por prórroga y aprueba formalmente cada proyecto de ley antes de que pueda convertirse en ley. En la práctica, ejerce todos estos poderes con el asesoramiento del Primer Ministro y el Gabinete. La aprobación de la legislación depende de la participación de los tres componentes del Parlamento. Un proyecto de ley debe ser aprobado por ambas Cámaras y recibir el Asentimiento Real antes de que pueda convertirse en una Ley del Parlamento. Los poderes del Senado y la Cámara de Representantes son constitucionalmente iguales, excepto que la legislación financiera no puede ser presentada en el Senado. Todos los Senadores son nombrados por el Gobernador General con el asesoramiento del Primer Ministro y el Líder de la Oposición. La Cámara de Representantes es elegida directamente por el pueblo, y aunque por tradición el Senado es la Cámara Alta y la Cámara de Representantes es la Cámara Baja, es la Cámara de Representantes la que juega el papel predominante en el sistema parlamentario.